# Symphurus jenynsi
Symphurus jenynsi es una especie de pez de la familia Cynoglossidae en el orden de los Pleuronectiformes.

## Distribución geográfica
Se encuentran al suroeste del  Atlántico (desde el sureste del Brasil hasta la Argentina.